# Onthophagus arunachalensis
Onthophagus arunachalensis là một loài bọ cánh cứng trong họ Bọ hung (Scarabaeidae).